# Benigno Sánchez Yepes
Benigno Sánchez Yepes nació en Lorca (Murcia) el 30 de marzo de 1970. Es un entrenador de fútbol español.

## Trayectoria
Su experiencia como entrenador empezó en Tercera División. Entrenó al Lorca Deportiva C.F. donde fue sustituido por Quique Yagüe. También entrenaría al Club Olímpico de Totana y al CD Atlético Baleares. Posteriormente entrenó al Club Deportivo Mensajero.
En la temporada 2003-04 comenzó su trayectoria en Segunda B, entrenando a la UD Vecindario. Posteriormente entrenaría al CD Alcoyano y al CD Eldense.
También en Segunda B entrenó a la AD Ceuta, incluidos unos esporádicos partidos entrenando al Real Murcia C.F. cuando fue destituido el entrenador Carlos Simón donde él era parte del cuerpo técnico. 
En la temporada 2007-08 con la AD Ceuta jugó la fase de ascenso a la división de plata, estando a punto de conseguirlo, pero perdió contra el Girona FC por 1-0, que a la postre ascendería a Segunda División. El 16 de marzo de 2009 sería cesado como entrenador de la AD Ceuta y sustituido por Carlos Orúe.
El 19 de mayo de 2009 se anuncia su fichaje por la UD Puertollano, a la que dirigirá en Segunda B, en la campaña 2009-10. Puertollano, ciudad en la que tuvo el famoso enfrentamiento con el afamado periodista local M.B.Hernandez, cuyo vídeo cuenta con miles de reproducciones en Youtube.
El 19 de julio de 2010 se confirma su fichaje por el Lorca Atlético por dos años. Tras conseguir el objetivo de salvar al equipo en su primera temporada pone su cargo a disposición del presidente, quien acepta su salida. Semanas después vuelve a fichar por el conjunto blanquiazul y en diciembre de 2011 presenta su dimisión por desavenencias con el presidente y el director deportivo.
En enero de 2013 vuelve a entrenar en Tercera División, concretamente al Club Polideportivo Villarrobledo, tras la renuncia como entrenador de Antonio Cazalilla, que tras su derrota ante el CF Talavera retrocedió a la sexta plaza del Grupo XVIII de Tercera División. En la siguiente temporada fue sustituido por Gabriel Ramón Florit.
| Predecesor: - | Entrenador del Lorca Deportiva C.F. 2002-2002 | Sucesor: Quique Yagüe |

- Datos: Q5725746